# Helionidia cornuta
Helionidia cornuta är en insektsart som beskrevs av Irena Dworakowska 1971. Helionidia cornuta ingår i släktet Helionidia och familjen dvärgstritar.
Artens utbredningsområde är Sudan. Inga underarter finns listade i Catalogue of Life.